# Đập Phúc Lộc

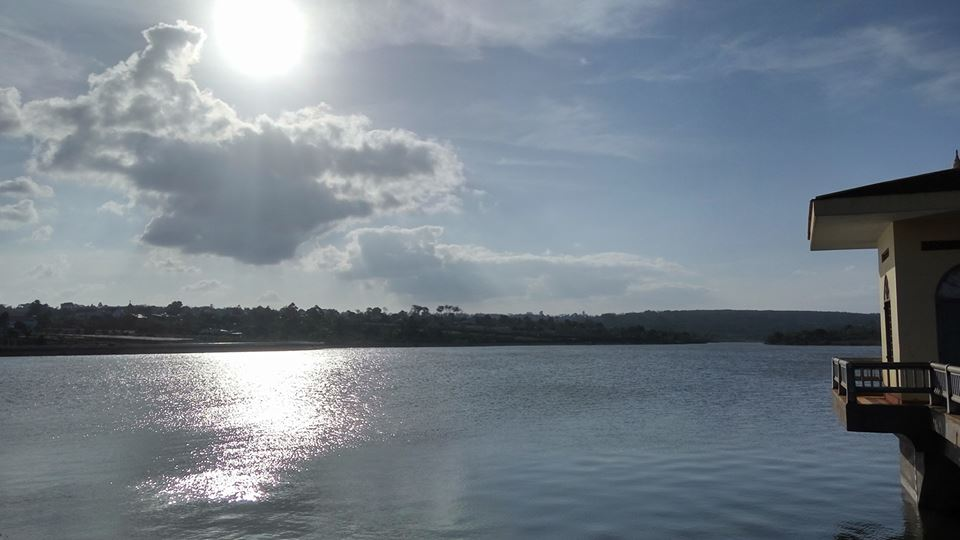
Ảnh chụp Đập Phúc Lộc

Đập Phúc Lộc hay còn gọi là Đập Đông Hồ có diện tích trên 130m². Đây là một dự án góp phần thúc đẩy sự thiếu hụt nguồn nước vào mùa khô, ngoài ra đây còn là hồ cá thiên nhiên với nhiều chủng loại.

## Vị trí địa lý
Đập Phúc Lộc nằm ở vị trí giáp ranh giữa trung tâm huyện Krông Năng và xã Phú Lộc, cách trung tâm huyện Krông Năng 1,1 km.
Tọa độ địa lý: 12°57'41.6"N 108°20'34.2"E

## Vai trò
Đập Phúc Lộc có vai trò quan trọng trong việc cung cấp nước vào mùa khô. Ngoài ra còn giúp giao thông trong vùng thuận lợi và dễ dàng hơn. Đập Phúc Lộc còn cung cấp thủy sản cho người dân trong vùng. 

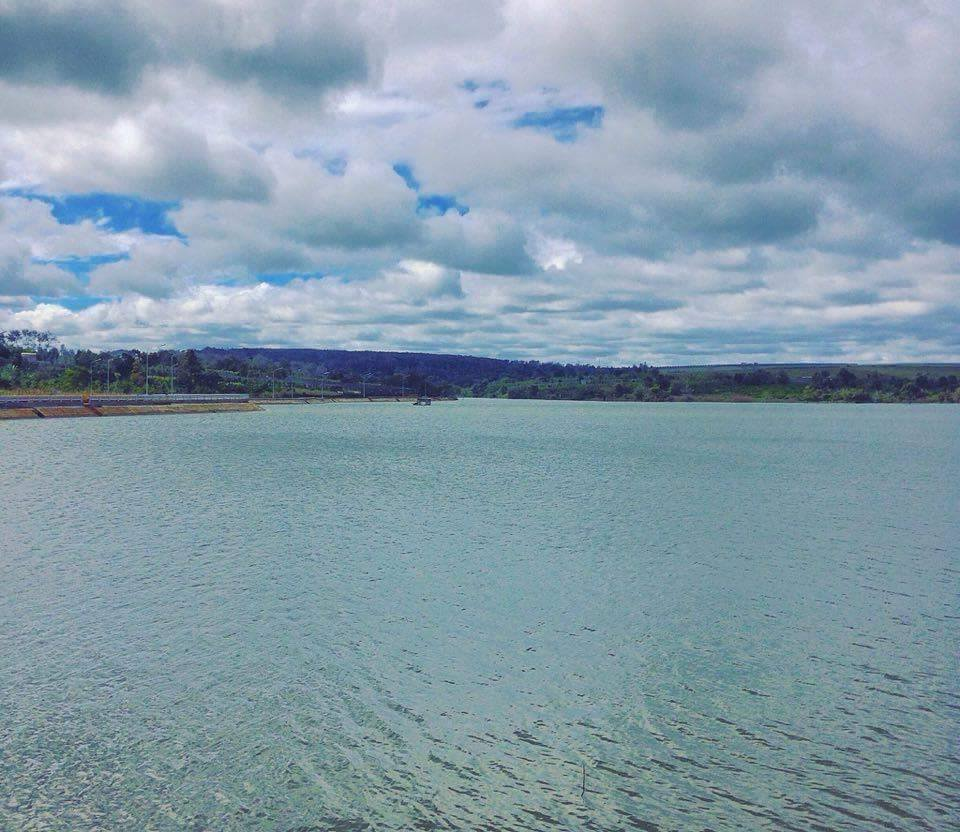
Ảnh chụp Đập Phúc Lộc

## Thuận lợi
Nơi đây có phong cảnh đẹp, có diện tích rộng thuận lợi cho việc phát triển du lịch, tham quan. Ngoài ra còn có thể phát triển nuôi trồng thủy sản ở đây.

## Hạn chế
Về đường xá vẫn còn nhiều ổ gà nên gây nguy hiểm cho người tham gia giao thông.
Người dân xung quanh vẫn còn vứt rác xuống con đập này.